# Trhypochthonius setantis
Trhypochthonius setantis är en kvalsterart som beskrevs av Golosova 1983. Trhypochthonius setantis ingår i släktet Trhypochthonius och familjen Trhypochthoniidae. Inga underarter finns listade i Catalogue of Life.